# Galactic Civilizations II: Władcy strachu
Galactic Civilizations II: Władcy Strachu (ang. Galactic Civilizations II: Dread Lords) – komputerowa strategiczna gra turowa stworzona przez Stardock Systems, wydana na świecie 21 lutego 2006 roku przez Paradox Interactive (Galactic Civilizations II:  Dread Lords), w Polsce 21 lipca 2006 roku przez Cenega Poland. Gra jest kontynuacją tytułu Galactic Civilizations.

## Rozgrywka
Gra stawia przed graczem następujące cele:
1. Eksploracja terenu poprzez odsłanianie mgły wojny
2. Ekspansja terytorium poprzez zajmowanie kolejnych planet
3. Rozwój technologii
4. Pokonanie przeciwników

### Możliwości wygranej
W grze można zwyciężyć poprzez pokonanie wszystkich przeciwników (podbicie ich planet), nawiązanie sojuszu ze wszystkimi cywilizacjami, zwycięstwo technologiczne (opracowanie technologii nieśmiertelności znajdującej się na końcu długiej i kosztownej gałęzi drzewa technologicznego) lub wpływowe (zdobycie 75% wpływów w galaktyce).

### Różnice w stosunku do poprzednika
Najważniejsze zmiany wprowadzone w drugiej części gry Galactic Civilizations:
- Planety znajdują się bezpośrednio na mapie gry, a nie "wewnątrz" gwiazdy, dzięki czemu różne cywilizacje mogą dzielić ten sam system.
- Wprowadzono klasy planet (od 0 do 26), podające ilość możliwych do zabudowania pól na planecie. Klasy wyższe niż 16 są teoretycznie możliwe, ale niezwykle rzadkie.
- Umożliwiono projektowanie własnych statków.
- Można grać dowolnie wybraną cywilizacją (w tym ludźmi) lub stworzyć własną.

## Odbiór gry
Gra została bardzo dobrze przyjęta przez krytyków, uzyskując średnią z ocen wynoszącą 86/100 pkt. w serwisie Metacritic oraz 86,85% w serwisie GameRankings. Galactic Civilizations II otrzymała również wyróżnienie „Editor's Choice” od serwisów GameSpot i IGN.